# Enontekis kyrka
Enontekis kyrka är en kyrkobyggnad i kyrkbyn och det administrativa centret Hetta, som ligger på norra stranden av sjön Ounasjärvi i kommunen Enontekis i Lappland i Finland. Kyrkan ritades av arkitekten Veikko Larkas och invigdes 1952. Den reveterade kyrkobyggnaden med tegeltak, som ligger på en kulle, är församlingens sjätte, men enda kvarstående kyrka, och ingår i Museiverkets förteckning över byggda kulturmiljöer av riksintresse i Finland.

## Kyrkobyggnaden
Enontekis kyrka byggdes 1951–1952 av tegel och betong. Det finns ett separat, smalt, cirka 30 meter högt klocktorn söder om kyrkobyggnaden. En takförsedd förbindelsegång som är delvis öppen på sidorna binder ihop kyrkan med klocktornet. 
Den nuvarande kyrkobyggnaden ersätter en kyrka, som förstördes under Lapplandskriget 1944. Kyrkan byggdes med hjälp av en betydande donation av den amerikanska lutherska kyrkan.

## Interiören
Kyrkosalen består av tre skepp och har ett avskalat formspråk. Dess mest iögonfallande del är altartavlan skapad av Uuno Eskola 1951, Taivaaseen astuva Jeesus siunaa Lapin kansaa ("Uppstånden Jesus välsignar Lapplands folk"). Verket som är cirka 14 meter högt och längst ner cirka 8,7 meter brett täcker nästan hela väggen. Fjällandskapet som utgör verkets fond är målat med freskoteknik. Figurerna, en man och en kvinna som båda bär traditionell klädsel och den vandrande renflocken är av mosaik. Kyrkans takarmaturer är ritade av formgivaren Paavo Tynell. Predikstolens skulpturer har skapats av konstnären och skulptören Mikko Hovi. Dopbordet av rödfuru är en gåva av Lapplands gränsbevaknings tredje kompani, orgeln en gåva från Västtyskland 1958.
Kyrkan renoverades utvändigt 2005. Interiören renoverades 2006. Kyrkan är en av huvudscenerna för Hettas årliga musikfestival.

## Bildgalleri

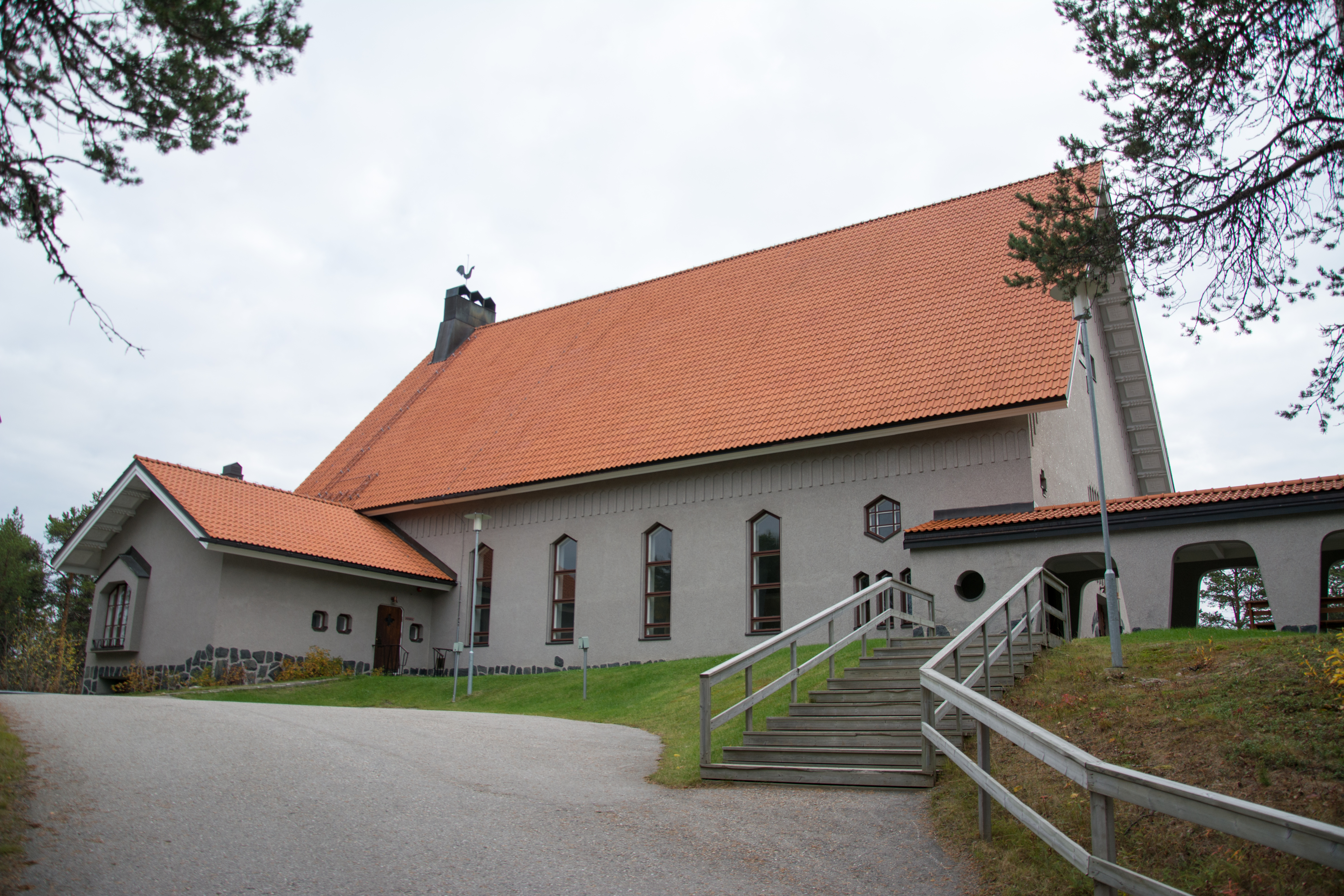
Enontekis kyrka, 2013
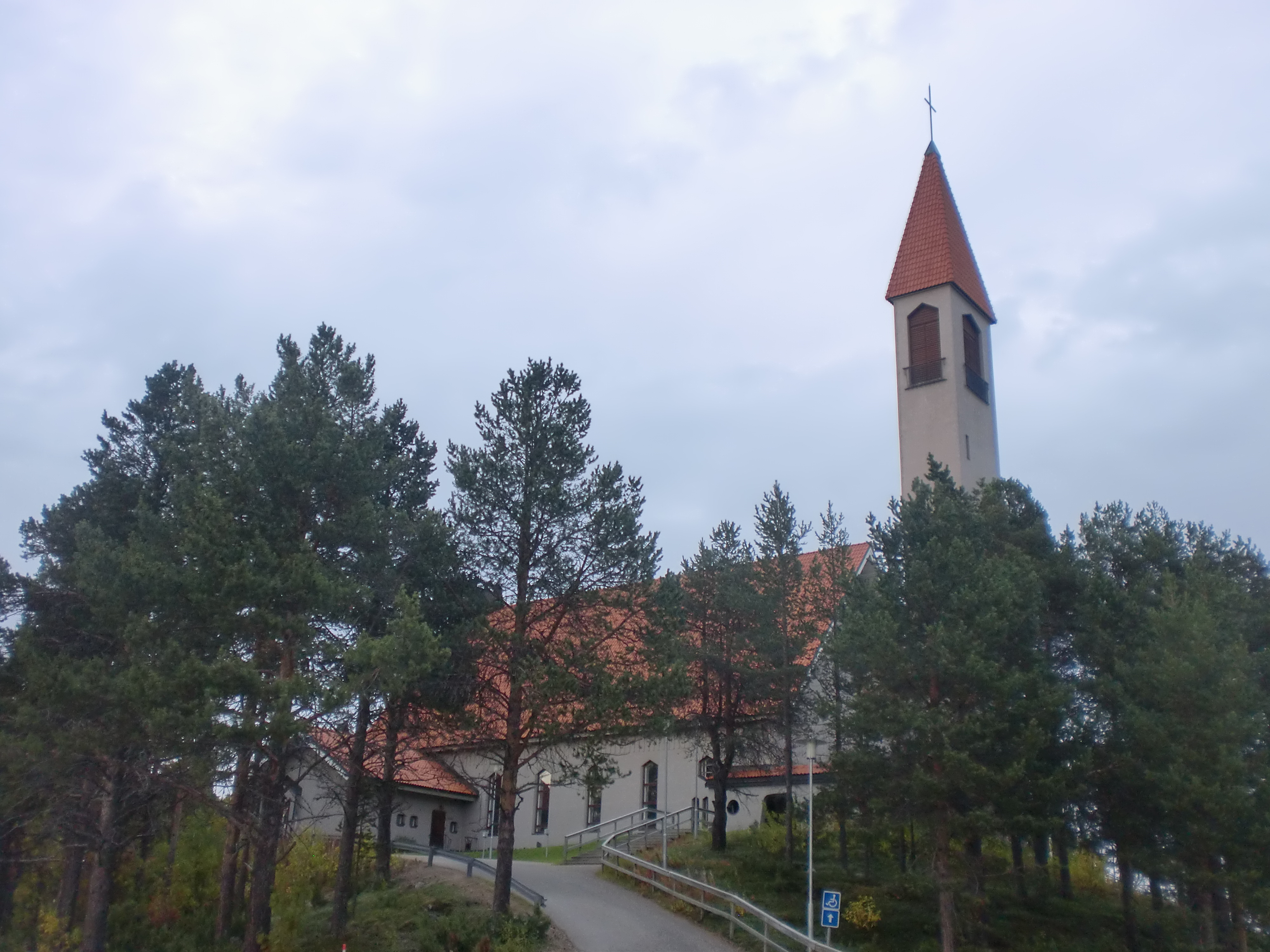
Enontekis kyrka, 2014
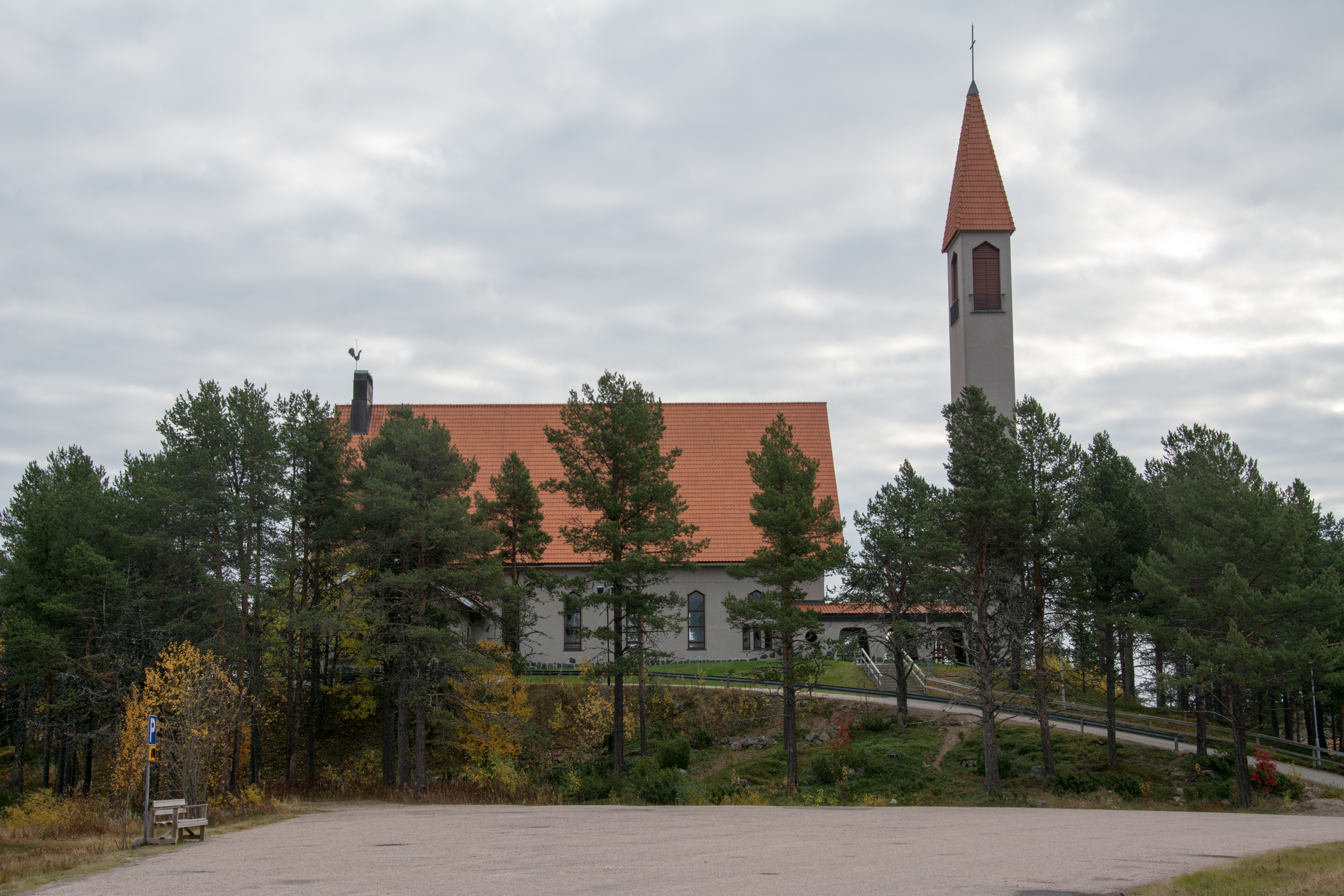
Enontekis kyrka, 2013